# Ligne de Bonson à Sembadel
La ligne de Bonson à Sembadel est une ancienne ligne ferroviaire française à écartement standard à voie unique non électrifiée entre la gare de Bonson (au nord-ouest de Saint-Étienne dans le département de la Loire) et la gare de Sembadel dans le nord du département de la Haute-Loire.
Elle constitue la ligne 795 000 du réseau ferré national.

## Histoire

### Déclaration d'utilité publique - Concession
La ligne de Bonson à Saint-Bonnet-le-Château est déclarée d'utilité publique au titre de l'intérêt local par décret le 24 septembre 1870. Ce même décret approuve la convention signée entre le département de la Loire et la Compagnie anonyme du chemin de fer de Saint-Étienne à Saint-Bonnet-le-Château.
Le 25 janvier 1875, un arrêté préfectoral place la ligne sous séquestre, et le 5 mai suivant, un nouvel arrêté prononce la déchéance de la compagnie. Dès le 8 mai, un nouvel arrêté préfectoral annonce la mise en adjudication de la ligne. Elle est adjugée à la Banque Parisienne le 18 juin 1875. Le 4 mai 1876, la Banque Parisienne rétrocède la ligne et l'ensemble du matériel associé à la Compagnie des chemins de fer d'intérêt local de Loire et Haute-Loire. Cette rétrocession est approuvée par décret le 27 octobre 1877.
Les 8 octobre 1881 et 29 avril 1882 sont signées des conventions entre le ministre des Travaux Publics et la Compagnie des chemins de fer d'intérêt local de Loire et Haute-Loire pour le rachat de la ligne de Bonson à Saint-Bonnet-le-Château par l'État. Ces conventions sont approuvées le 24 juillet 1882 par une loi qui reclasse la ligne dans le réseau d'intérêt général et déclare d'utilité publique la section de Saint-Bonnet-le-Château à Sembadel.
La section de Bonson à Saint-Bonnet est cédée à la Compagnie des chemins de fer de Paris à Lyon et à la Méditerranée (PLM) par une convention signée entre le ministre des Travaux publics et la compagnie le 26 mai 1883. Cette convention est approuvée par une loi le 20 novembre suivant.
La section de Saint-Bonnet-le-Château à Sembadel est concédée à titre définitif à la PLM par une loi le 2 août 1886.

### Ouverture
- De Bonson à Saint-Bonnet-le-Château le 4 octobre 1873.
- De Saint-Bonnet-le-Château à Craponne-sur-Arzon le 1er août 1897.
- De Craponne-sur-Arzon à Sembadel le 15 septembre 1902.

### Fermeture au service des voyageurs
- De Bonson à Sembadel le 7 juillet 1969.

### Fermeture au service des marchandises
- De Saint-Bonnet-le-Château à Estivareilles le 29 septembre 1974 (désordres dans le tunnel de Pichillon).
- De Saint-Marcellin à Saint-Bonnet-le-Château le 27 septembre 1976.
- D'Estivareilles à Sembadel le 1er juin 1987.
- De Bonson à Saint-Marcellin le 24 janvier 1990.
- Du PK 0,260 à Saint-Marcellin le 15 avril 2010[1]

### Déclassement
- De Saint-Marcellin à Sembadel le 10 avril 1996[8] (pk 4,650 à 66,445).

## Exploitation et trafic
Depuis 2001, la section entre Estivareilles et Sembadel a été rachetée par un syndicat intercommunal, qui après remise en état de la voie et des ouvrages d'art, en confie en 2006 l'exploitation (uniquement touristique à ce jour), à l'association Chemin de Fer du Haut Forez.
En gare de Sembadel les trains de cette association rencontrent ceux de l'AGRIVAP qui exploite la ligne de Saint-Germain-des-Fossés à Darsac entre Courpière et Sembadel. L'exploitation entre Craponne-sur-Arzon et La Chaise-Dieu (sur la ligne de Saint-Germain-des-Fossés à Darsac), a été suspendue à partir du 1er janvier 2022,. Suite aux travaux effectués par le Syndicat Ferroviaire du Livradois-Forez, le CFHF annonce la réouverture de la section Craponne-sur-Arzon - La Chaise-Dieu pour l'année 2025.
Entre Saint-Marcellin-en-Forez et Estivareilles, de nombreuses portions de la ligne ont été transformées en voie verte accessible aux piétons et vélos, sous l'appellation L'Aventure du rail,.